# Unterems
Unterems (toponimo tedesco) è una frazione di 141 abitanti del comune svizzero di Turtmann-Unterems, nel Canton Vallese (distretto di Leuk).

## Storia

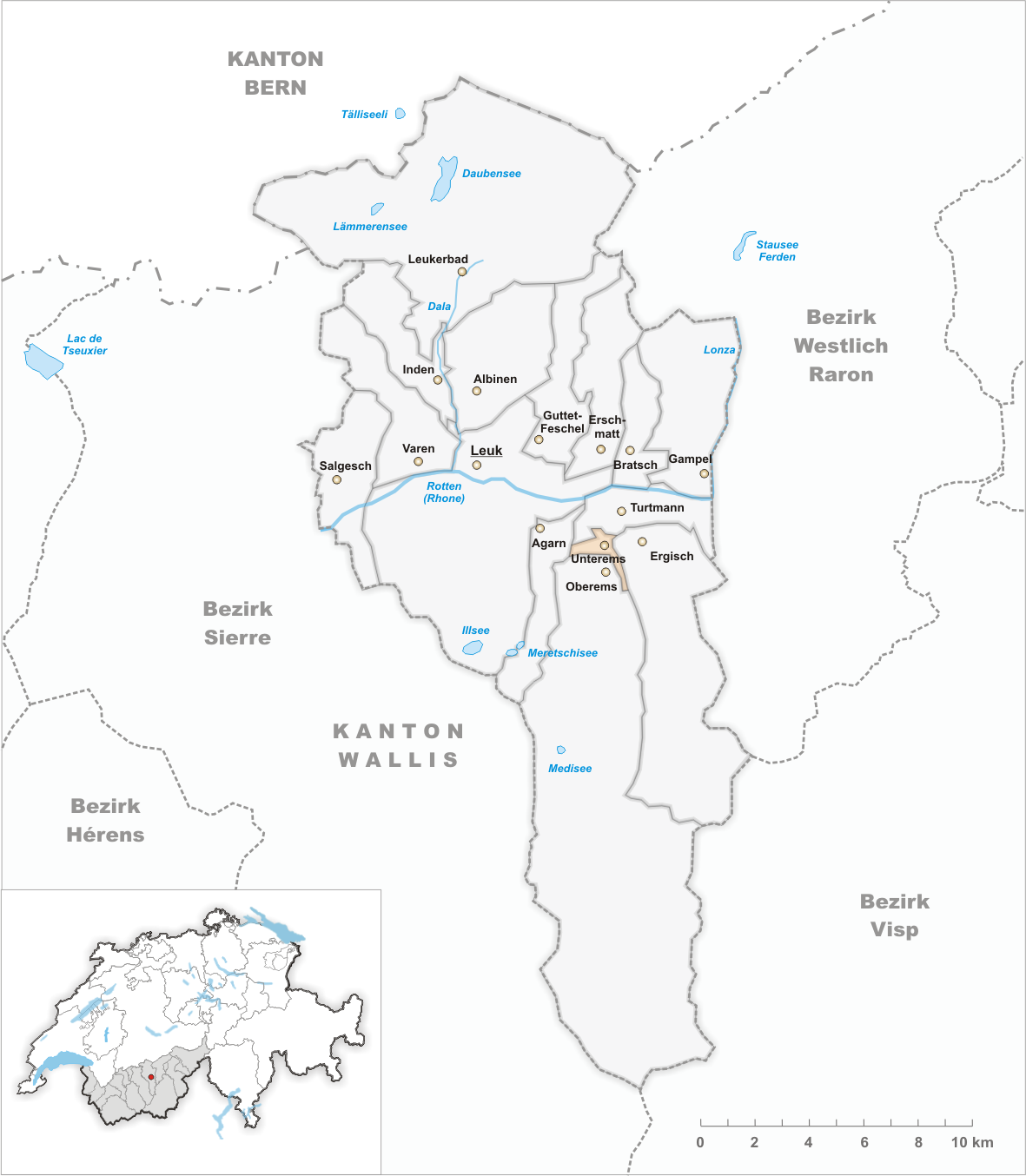
Il territorio del comune di Unterems prima degli accorpamenti comunali del 2013

Già comune autonomo che si estendeva per 1,4 km² e che comprendeva anche le frazioni di Feldishaus, Prupräsu e Ze Schmidu, nel 2013 è stato accorpato all'altro comune soppresso di Turtmann per formare il nuovo comune di Turtmann-Unterems.

## Monumenti e luoghi d'interesse
- Chiesa parrocchiale cattolica di San Bartolomeo, eretta nel 1803[1].

## Società

### Evoluzione demografica
L'evoluzione demografica è riportata nella seguente tabella:
Abitanti censiti

## Amministrazione
Ogni famiglia originaria del luogo fa parte del cosiddetto comune patriziale e ha la responsabilità della manutenzione di ogni bene ricadente all'interno dei confini della frazione.